# Didymosphaeria anaxaea
Didymosphaeria anaxaea är en lavart som beskrevs av Sacc. 1882. Didymosphaeria anaxaea ingår i släktet Didymosphaeria och familjen Didymosphaeriaceae.   Inga underarter finns listade i Catalogue of Life.